# Хусейн Нізам-шах III
Хусейн Нізам-шах III (д/н — після 1633) — 13-й султан Ахмеднагарського султанату у 1631—1633 роках.

## Життєпис
Син Бурхана Нізам-шаха III. 1631 року його батька повалив пешва Фатех-хан, поставивши на трон Хусейна, який був ще дитиною. 1633 року за наказом могольського падишах Шах Джахана сардар Раноджі Вабле вдерся до Ахмеднагарського султанату, завдав поразки Фатех-хану, що загинув. Потім зайняв столицю Джуннар. Разом з тим було вбито родичів султана та двох вагітних жінок, щоб не було жодного спадкоємця чоловічої статі, який міг би претендувати на ахмеднагарський престол. Самого Хусейна було відправлено до Гваліорської фортеці. Його подальша доля невідома. Але трон зумів зайняти далекий родич Муртаза Нізам-шах III.